# 長浜バイオ大学
長浜バイオ大学（ながはまバイオだいがく、英語: Nagahama Institute of Bio-Science and Technology）は、滋賀県長浜市に本部を置く私立大学。2003年創立および大学設置。略称はバイオ大。

## 概観
湖北圏域における高等教育機関の整備充実等を目的とし、
滋賀県や長浜市で誘致、費用補助を行い官民協力方式により設立された。

### 大学全体
日本初のバイオ・生物学系単科大学である。バイオ・生物系に絞った大学である事を活かし、実験・実習が多いカリキュラムが組まれており、そのための実験機器を多く取り揃えている。
企業に所属していた教員が多いのも特徴である。
また、長浜バイオ大学を中核とする長浜サイエンスパークの建設が進行中である。既に、バイオインキュベーションと呼ばれる施設には、いくつかの企業が参入しており（2006年4月現在）、大学からもベンチャー企業が3社設立され参入している（内1社では学生が取締役となっている）。

## 沿革

### 年表
- 2003年4月 長浜バイオ大学が設立される（バイオサイエンス学部バイオサイエンス学科）
- 2007年4月 大学院設立（バイオサイエンス研究科）
- 2009年4月 新学科設立（アニマルバイオサイエンス学科、コンピューターバイオサイエンス学科）
- 2019年4月 カリキュラム改編(今年度入学生より)(アニマルバイオサイエンス学科、フロンティアバイオサイエンス学科、メディカルバイオサイエンス学科)

## 基礎データ

### 所在地
- 滋賀県長浜市田村町1266

### 象徴
- 校歌は加藤登紀子が作詞・作曲したものである。

## 教育および研究

### 組織

#### 学部

##### 2018年以前
- バイオサイエンス学部
  - バイオサイエンス学科
    - 遺伝子生命科学コース
    - 分子生命科学コース
    - 細胞生命科学コース
    - 生命情報科学コース
    - 環境生命科学コース

  - アニマルバイオサイエンス学科
  - コンピューターバイオサイエンス学科

バイオサイエンス学部では3年次前期まではバイオサイエンスを幅広く学び、3年次後期からコースに振り分けられそれぞれの専門分野の教育を受ける。

##### 2019年以降
- バイオサイエンス学部
  - フロンティアバイオサイエンス学科
  - アニマルバイオサイエンス学科
  - メディカルサイエンス学科

となった(コンピュータは事実上の消滅)
コンピュータ学科の情報科学の分野が全学科に入り、バイオサイエンス学科がフロンティアバイオサイエンス学科になった。
また医薬創薬系はメディカルサイエンス学科に分かれた

#### 大学院
- バイオサイエンス研究科
  - バイオサイエンス専攻
    - 分子バイオ科学技術領域（博士前期課程）
    - 統合バイオ科学技術領域（博士前期課程）
    - バイオ科学技術研究領域（博士後期課程）

## 学生生活

### 学園祭
学園祭は「命洸祭」と呼ばれ、年に1回2日間に渡って行われる。この命洸祭を通じて地域住民との交流が盛んに行われている。尚、この大学ならではの生物を扱った実験のイベントも行われている。

## 施設

### キャンパス
- 交通アクセス：JR西日本琵琶湖線「田村駅」下車、徒歩約2分[2]。